# Myfanwy Bekker
Myfanwy Bekker-Balajadia là một giáo viên nghệ thuật và nghệ sĩ người Nam Phi. Tác phẩm của cô được thể hiện trong các phòng trưng bày và phòng trưng bày trên toàn thế giới. Các tác phẩm của cô được thu thập bởi các công ty tư nhân và doanh nghiệp, và tiếp tục sản xuất, cho cả các cá nhân và phòng trưng bày bán lẻ.
Cô sinh ra trong một gia đình Nam Phi rộng lớn và lập dị, nơi họ khám phá phong cách cá nhân mỗi tối. Cô học trường trung học Pretoria dành cho nữ và Pretoria Technikon nơi cô nhận bằng tốt nghiệp mỹ thuật với chuyên ngành hội họa. Tại Pretoria Technikon, cô đã có các liên kết nghề nghiệp với Richard Adams, Walter Battis, Esias Bosch, Sammy Lieberman và Gunter van der Reis.
Cô bắt đầu khóa học công nghệ gốm sau khi học đại học, và dạy gốm sứ. Cô cũng từng làm việc trong P.A.C.T. nhà hát quốc gia Nam Phi như một họa sĩ. Cô là quản lý phòng sáng tác cho Trường gốm sứ Richard Adams ở Nam Phi và dạy vẽ tại Đại học Pretoria tại khoa Kiến trúc.
Cô học và chịu ảnh hưởng của nghệ thuật thông qua việc đi du lịch. Cô đã làm việc dưới thời Vladimir Tarachenhof ở Seychelles. Cô chuyển đến Hoa Kỳ vào năm 1976 và đã sống và giảng dạy ở New Mexico, Texas và California. Cô đã được công nhận rộng rãi cả ở Châu Phi và Hoa Kỳ. Cô tiếp tục truyền cảm hứng và dạy các nghệ sĩ ở Nam Phi. Cô đã thể hiện trong các phòng trưng bày trên khắp Hoa Kỳ và được đại diện trong nhiều bộ sưu tập doanh nghiệp và tư nhân. Từ năm 1993 Bekker đã tập trung vào hoa hồng, thiết kế không gian và các chương trình từ thiện. Cô tiếp tục triển lãm độc lập, triển lãm nhóm và tham gia xuất bản.
Cô đã kết hôn với Kenji Balajadia.